# Hans Dietl (Politiker, 1915)
Johann „Hans“ Dietl (* 16. Januar 1915 in Göflan; † 16. August 1977 in Schlanders) war ein italienischer Politiker der Südtiroler Volkspartei (SVP), des Wahlverbandes der Unabhängigen (WdU) und der Sozialdemokratischen Partei Südtirols (SPS).

## Leben

### Studienjahre und Kriegserfahrung im Zweiten Weltkrieg
Hans Dietl stammte ursprünglich aus kleinbäuerlichen Verhältnissen. Aufgewachsen in Göflan, einer Fraktion der Gemeinde Schlanders im Vinschgau, besuchte er das Gymnasium der Benediktiner in Meran, später das Johanneum in Dorf Tirol und das Liceo Arcivescovile in Trient. 1936 begann er ein Studium der Rechtswissenschaften an der Universität Padua, das er an der Università Cattolica del Sacro Cuore in Mailand und – nach seiner Option für das Deutsche Reich 1939 – an der Universität Innsbruck bis ins Jahr 1941 fortsetzte. Dietl, der bereits in Südtirol ein Anhänger des Nationalsozialismus gewesen war, wurde noch im selben Jahr in die Wehrmacht eingezogen und an die Ostfront versetzt. Im Mai 1944 kehrte er als Schwerverwundeter vom Kriegseinsatz zurück und arbeitete bis Kriegsende in der Verwaltung der Operationszone Alpenvorland in Trient.

### Karriere in der Südtiroler Volkspartei (SVP), Kontakte zum Befreiungsausschuss Südtirol (BAS)
Nach dem Ende des Zweiten Weltkriegs trat Dietl der Südtiroler Volkspartei bei und wurde 1946 deren Ortsobmann in Göflan. 1952 zog er erstmals in den Regionalrat Trentino-Südtirol und damit gleichzeitig den Südtiroler Landtag ein und wurde anschließend in die Regionalregierung gewählt, wo er das Assessorat für Land- und Forstwirtschaft betreute. Aus Protest gegen die politische Linie der regierenden Democrazia Cristiana unter Führung des Regionalpräsidenten Tullio Odorizzi, die eine Delegierung von Verwaltungs- und Gesetzgebungskompetenzen an die mehrheitlich deutschsprachig bewohnte Provinz Bozen ablehnte, trat er 1955 vorzeitig von seinem Assessorat zurück. Nach einem parteiinternen Führungswechsel zählte Dietl, von 1956 bis 1959 Obmann des einflussreichen Südtiroler Bauernbundes, ab 1957 neben Parteiobmann Silvius Magnago und Alfons Benedikter zur unmittelbaren Führungsriege der SVP, die nunmehr eine härtere Gangart gegenüber den regierenden Christdemokraten in Rom und Trient einschlug. Gleichzeitig unterhielt er intensive Kontakte zum illegal operierenden Befreiungsausschuss Südtirol (BAS), der seit Mitte der 1950er Jahre mit ersten Sprengstoffattentaten auf die anhaltende ökonomische und kulturelle Marginalisierung der deutschsprachigen Bevölkerung Südtirols aufmerksam machte.
1963 legte Dietl sein Regionalratsmandat vorzeitig zurück und kandidierte erfolgreich für die Abgeordnetenkammer in Rom, der er bis 1972 angehörte. 1966 betrieb er selbst die Aufhebung seiner Immunität als Abgeordneter, um sich bei den Mailänder Prozessen wegen Unterstützung des BAS zu verantworten. Die Verhandlungen endeten mit seinem Freispruch. Neben seiner politischen Karriere betätigte sich Dietl auch als Herausgeber: In den Jahren 1960–1961 veröffentlichte er die Zeitung Realtà Sudtirolese, mit der er die italienischsprachige Bevölkerung Südtirols zu erreichen versuchte, von 1963 bis 1974 publizierte er die Zeitschrift Südtiroler Nachrichten, um eine Alternative zur medialen Vormachtstellung des Verlagshauses Athesia zu schaffen.

### Bruch mit der SVP und Gründung der Sozialdemokratischen Partei Südtirols (SPS)
Bereits gegen Ende der 1960er Jahre geriet er zunehmend in Konflikt mit der Führungsriege der SVP und trat 1967 von seinem Amt als Vizeobmann der Partei zurück. Diese Entscheidung entsprang seiner Ablehnung gegen das – seiner Meinung nach – politisch unzureichende Südtirol-Paket. Als einziger SVP-Mandatar stimmte er 1971 im römischen Parlament gegen dessen verfassungsrechtliche Verankerung, was zu seinem unmittelbaren Parteiausschluss führte. Daraufhin kandidierte Dietl 1972 vergeblich für ein Senatsmandat in den Wahlkreisen Bozen und Brixen. Nach der Spaltung der Sozialen Fortschrittspartei Südtirols (SFP) gründete er im Sog des europaweiten Trends zugunsten sozialdemokratischer Parteien die Sozialdemokratische Partei Südtirols (SPS), mit der er bei der Landtagswahl 1973 auf Anhieb zwei Mandate erringen konnte. Seine angeschlagene Gesundheit zwang ihn 1975 allerdings zum frühzeitigen Austritt aus dem politischen Leben. 
Dietl starb am 16. August 1977 im Krankenhaus von Schlanders. Er hinterließ seine Frau Martha und die gemeinsamen zwölf Kinder mit Familien.